# 桂木圭子
桂木 圭子（かつらぎ けいこ、本名 : 松本 圭子、1946年3月18日 - ）は、日本の女性歌手。栃木県栃木市出身。
母の千代子は、下野国の皆川城にて家老職につき、栃木市沼和田町で豪士となった塔之内大尽と称される旧家の出身である。
所属していた事務所は、朝日ミュージックサービス（現株式会社ABCファンライフ）。出身高校は、栃木県立小山城南高等学校。

## 来歴
圭子の母・千代子は歌を歌いながら子育てをしていた事で、やがて圭子も歌うことが好きになる。
圭子が10代になると母の千代子のように毎日のように歌を歌い、高校生の頃には様々なダンスホールなどで歌うようになる。
21歳の頃は、毎週のように栃木市から練馬区石神井公園周辺まで通い、著名作曲家の叶弦大に指導を受けていた。やがて、ある作曲家の目に留まり、デビューが決まる。

## ディスコグラフィー

### アナログレコード
- 女上位のブルース（1970年2月、レーベル:テイチクレコード）[1][出典無効]
  1. 女上位のブルース - 作詞:志賀大介、作曲:伴徹也、編曲:山倉たかし
  2. 新宿流れ花 - 作詞:志賀大介、作曲:伴徹也、編曲:山倉たかし

- 流れ蝶（レーベル:テイチクレコード）[2]
  1. 流れ蝶 - 作詞:しょうめぐみ、編曲:藤本卓也
  2. ミナミの女 - 作詞:しょうめぐみ、作曲:藤本卓也、編曲:船木謙一